# 自然写真
自然写真（しぜんしゃしん）とは、自然を撮影した写真のこと。ネイチャーフォトとも呼ばれる。自然の風景を撮影した風景写真、山岳写真、野生の動植物等の生物（人間やペットなどは通常除かれる）を対象とした写真、水中写真等を含む。
風景写真は、自然写真のジャンルの一つにカテゴライズされる。日本自然科学写真協会会長の海野和男は自然写真をこう定義している。「自然写真は自然を切り取る写真である。その自然は裏庭の自然である場合もあるし、近くの山や野原から熱帯や極北の自然もまた撮影対象になる」。その対象は広範であり、『自然写真の平成30年とフォトグラファー』では野鳥・哺乳類・両生類・爬虫類・昆虫・海洋生物・淡水生物・風景・山岳・気象・オーロラ・天体・植物・菌類・鉱物・さらには雪の結晶や半導体などの顕微鏡写真（科学写真）も自然写真としている。
海野によれば、日本において自然をテーマにした写真は大正時代から見られるが、生物を撮影できるカメラが存在していなかったため生物を本格的に扱った写真はほとんどなかったという。戦後に一眼レフが普及し、1950年代から自然写真が隆盛する。1973年には平凡社から自然雑誌「アニマ」が創刊され「アニマ賞」を設立。多くの自然写真家がこの雑誌から輩出された。ただし「アニマ」は1993年に休刊、アニマ賞も1999年を最後に公募されていない。自然写真の分野では近年、デジタルカメラが発達したことで、プロ写真家を凌駕する写真を撮るアマチュアカメラマンも増えてきており、海野はこれを歓迎している。
自然写真の賞には日経ナショナル・ジオグラフィック賞や田淵行男賞、「日本の自然」写真コンテストがある。また、木村伊兵衛写真賞において自然写真家は第5回に岩合光昭、第13回に中村征夫、第15回に星野道夫、第20回に今森光彦が受賞している。
科学写真と言葉を一緒に合わせて、「自然科学写真」という呼び方も存在する。例えば、上記のように「日本自然科学写真協会」という協会が存在する。東京都写真美術館が執筆・監修している『日本写真家事典』（2000年。328名の写真家を掲載）には、岩合光昭、白川義員、中村征夫は掲載されているが、大山行男、白簱史朗、星野道夫は掲載されていない。

## 主な写真家
- 岩合光昭
- 星野道夫
- 大竹英洋
- 金本孔俊
- 白川義員
- 白簱史朗
- 大山行男
- 中村征夫
- 田淵行男
- 清棲幸保（きよす・ゆきやす）：戦前から活躍
- 下村兼史（しもむら・けんじ、1903年-1967年）：戦前から活躍